# Alampyris melanophiloides
Alampyris melanophiloides là một loài bọ cánh cứng trong họ Cerambycidae.